# Laurent-Pierre Baden
Pour les articles homonymes, voir Baden.
Laurent-Pierre Baden est un footballeur français, né le 24 octobre 1934 à Walschbronn (Moselle) et mort le 26 juillet 2001 à Bousseviller (Moselle).

## Biographie
Il mesure 1,74 m. Il évoluait au poste d'attaquant.

## Clubs
- 1954 1955 :  FC Nancy (D1) : 1 match, 0 but[2]
- 1955 1956 :  FC Nancy (D1) : 15 matchs, 1 but
- 1956 1957 :  FC Nancy (D1) : 27 matchs, 2 buts
- 1957 1958 :  FC Nancy (D2) : 2 matchs, 0 but
- 1957 1958 :  AS Troyes (D2) : 20 matchs, 6 buts
- 1958 1959 :  AS Troyes (D2) : 34 matchs, 8 buts
- 1959 1960 :  AS Troyes (D2) : 37 matchs, 11 buts
- 1960 1961 :  AS Troyes (D1) : 32 matchs, 3 buts
- 1961 1962 :  AS Troyes (D2) : 31 matchs, 11 buts
- 1962 1963 :  AS Troyes (D2) : 2 matchs, 1 but
- 1962 1963 :  Lille OSC (D2) : 17 matchs, 6 buts
- 1963 1964 :  Lille OSC (D2) : 17 matchs, 3 buts
- 1964 1965 :  Lille OSC (D1) : 3 matchs, 0 but

## Palmarès
- Champion de France de D2 avec le FC Nancy en 1958
- Champion de France de D2 avec le Lille OSC en 1964